# (9388) Takeno
(9388) Takeno – planetoida z pasa głównego okrążająca Słońce w ciągu 3 lat i 135 dni w średniej odległości 2,25 j.a. Została odkryta 10 marca 1994 roku w obserwatorium Ōizumi przez Takao Kobayashiego. Nazwa planetoidy pochodzi od Hyoichiro Takeno (1910-2000) i jego syna Setsuo Takeno (ur. 1936), profesorów na uniwersytecie w Hiroszimie. Przed nadaniem nazwy planetoida nosiła oznaczenie tymczasowe (9388) 1994 EH2.